# Experimento de la gota de brea

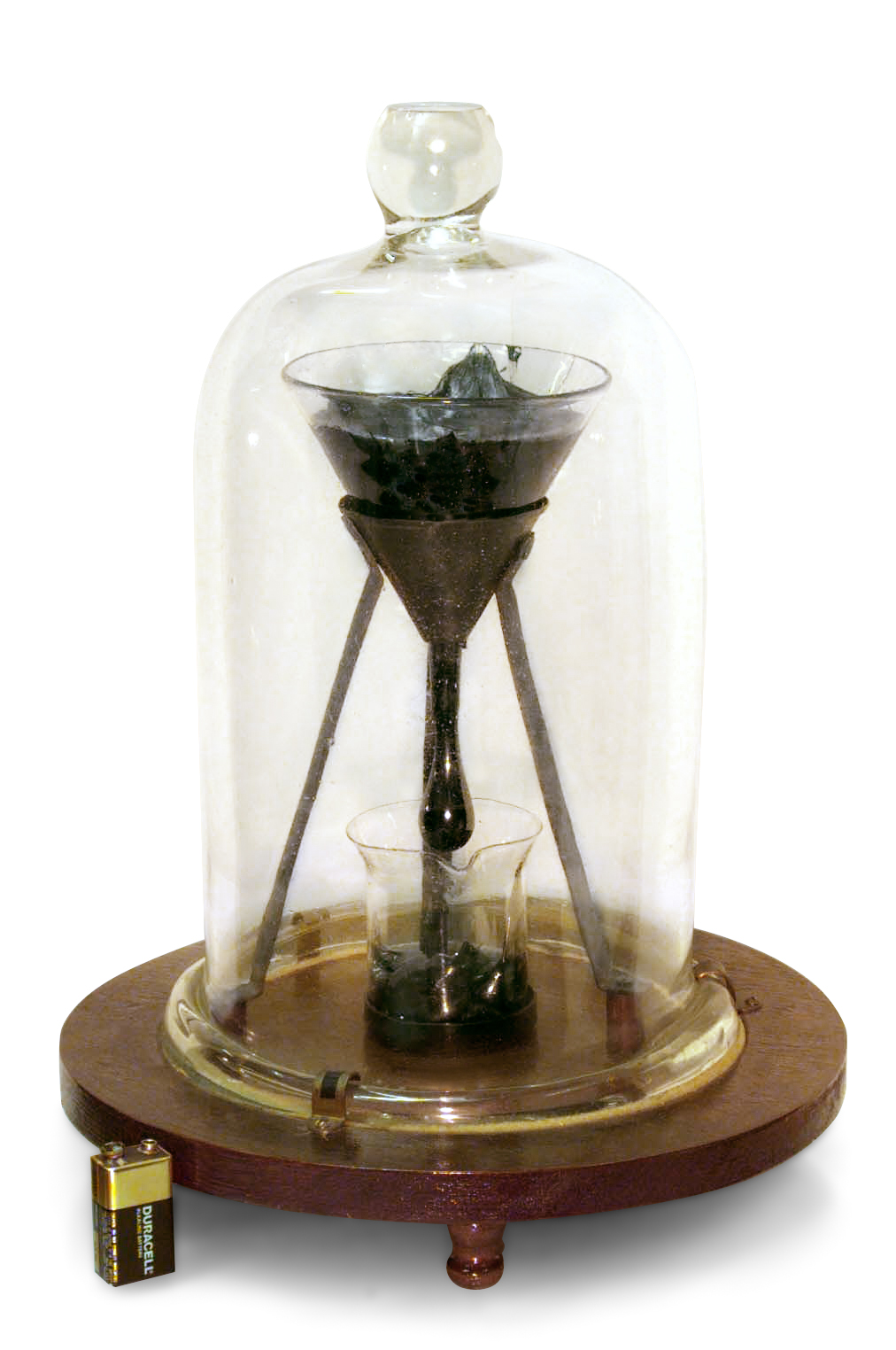
El experimento de la gota de brea en la Universidad de Queensland, demuestra la viscosidad del bitumen.

El experimento de la gota de brea es un experimento a largo plazo que mide el flujo de una cierta cantidad de brea a lo largo de muchos años. La brea es uno de los muchos fluidos altamente viscosos aparentemente sólidos, siendo los más comunes los bitúmenes. A temperatura ambiente, la brea fluye muy lentamente, tardando varios años la formación de una única gota.
La más famosa versión del experimento fue iniciada en 1927 por el profesor Thomas Parnell de la Universidad de Queensland en Brisbane, Australia, para demostrar a sus estudiantes que algunas sustancias que aparentan ser sólidos son de hecho fluidos de alta viscosidad. Parnell vertió una muestra calentada de brea en un embudo de cuello sellado y lo dejó reposar durante tres años. En 1930 cortó el sello del cuello del embudo, permitiendo a la brea comenzar a fluir hacia abajo. Varias gotas se han formado y caído desde entonces a un ritmo aproximado de una por década. La octava gota cayó el 28 de noviembre de 2000, permitiendo a los investigadores calcular que la viscosidad de la brea es aproximadamente (2,3×1011) de veces la del agua.
El experimento se halla registrado en el libro Guinness de los récords como el experimento de laboratorio más largo del mundo, y se cree que hay suficiente brea en el embudo para permitir que el experimento continúe por al menos otros cien años más.
El experimento no se llevó a cabo originalmente bajo condiciones ambientales especialmente controladas, lo que significa que la viscosidad podía variar a lo largo del año debido a las fluctuaciones de la temperatura. No obstante, tras la caída de la séptima gota en 1988, se puso aire acondicionado en la habitación donde se halla el experimento. La temperatura estable ha alargado el tiempo que la gota tarda en separarse del resto de la brea y caer.

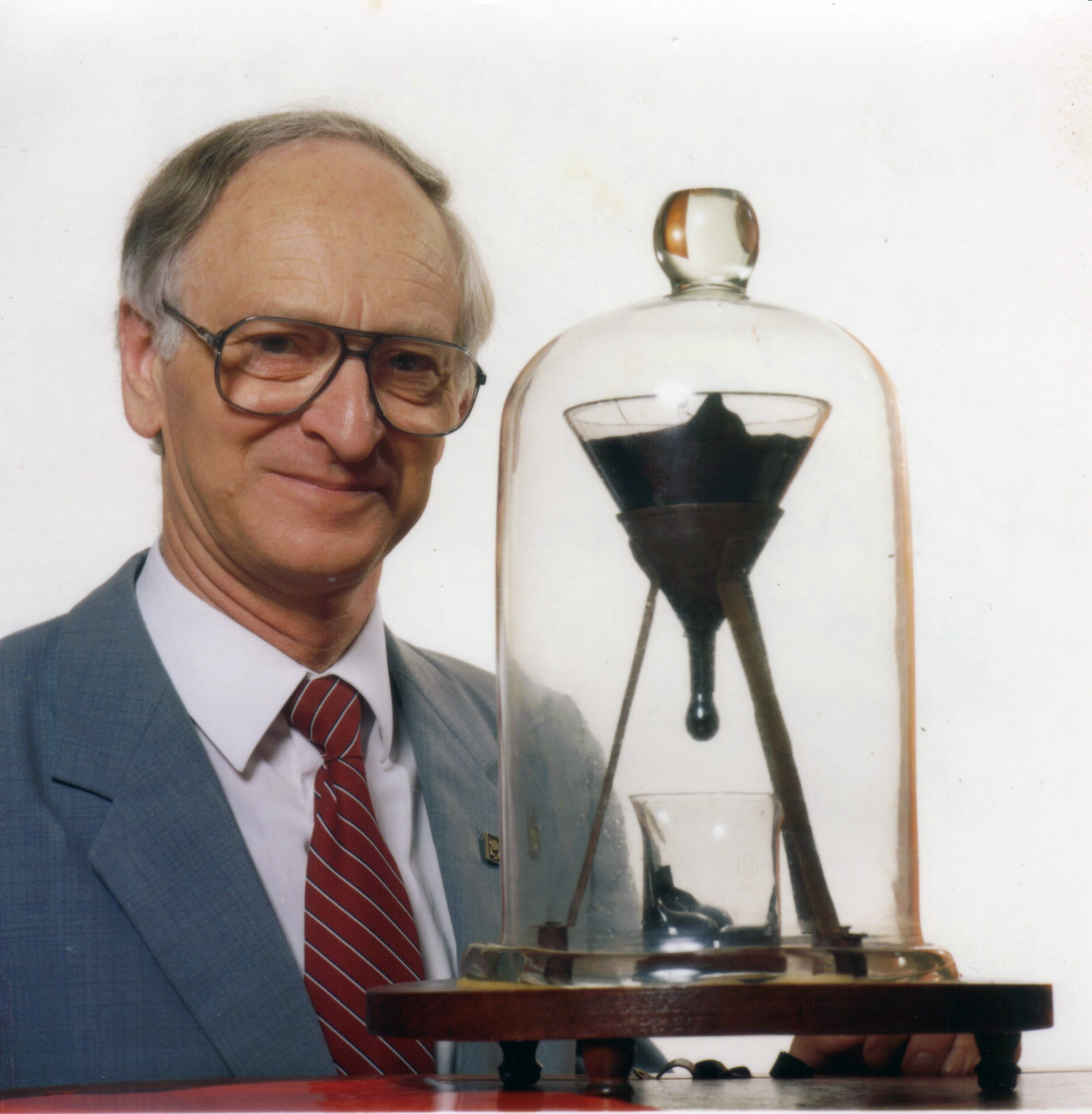
El experimento de la gota de brea junto a su mayor cuidador, el fallecido profesor John Mainstone (foto tomada en 1990, dos años después de la séptima gota).

En octubre del 2005, John Mainstone y Thomas Parnell fueron galardonados con el Premio Ig Nobel de física, una parodia del Premio Nobel, por el experimento.
Hasta hace poco, nadie había sido testigo de la caída de una gota. El experimento es vigilado por una webcam aunque ciertos problemas técnicos evitaron que la caída de la octava gota fuera grabada. El experimento se halla en exhibición pública en el segundo piso del Edificio Parnell de la escuela de matemática y física del campus de la Universidad de Queensland.

## Cronología
| Fecha                                                                    | Evento                   | Duración (meses) | Duración (años) |
| ------------------------------------------------------------------------ | ------------------------ | ---------------- | --------------- |
| 1927                                                                     | Preparación              |                  |                 |
| 1930                                                                     | Corte del cuello         |                  |                 |
| Diciembre de 1938                                                        | Caída de la primera gota | 96–107           | 8,0–8,9         |
| Febrero de 1947                                                          | Caída de la segunda gota | 99               | 8,3             |
| Abril de 1954                                                            | Caída de la tercera gota | 86               | 7,2             |
| Mayo de 1962                                                             | Caída de la cuarta gota  | 97               | 8,1             |
| Agosto de 1970                                                           | Caída de la quinta gota  | 99               | 8,3             |
| Abril de 1979                                                            | Caída de la sexta gota   | 104              | 8,7             |
| Julio de 1988                                                            | Caída de la séptima gota | 111              | 9,3             |
| 28 de noviembre de 2000                                                  | Caída de la octava gota  | 148              | 12,3            |
| 17 de abril de 2014                                                      | Caída de la novena gota  | 160+⅔            | 13,4            |
| Estimado para entre el 29 de agosto del 2028 y el 20 de febrero del 2029 | Caída de la décima gota  | ???              | ???             |

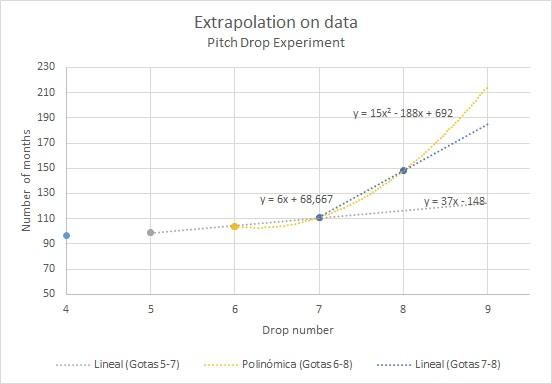

Se pueden realizar algunas estimaciones muy sencillas sobre cuándo debería caer la siguiente gota basándose en los datos de las gotas anteriores, teniendo en cuenta de éstas, su aceleración, su recta y su parábola, para así proyectar la próxima caída. Así pues, si se omite el dato de la gota 8, la gota 9 debería haber caído en torno a enero de 2011. Las condiciones del experimento han ido cambiando paulatinamente con en tiempo en los últimos 20-30 años. Considerando que la gota tuviera el mismo periodo que la anterior, la fecha de caída debió haber sido en torno a marzo de 2013. Finalmente la caída de la novena gota ocurrió el 17 de abril de 2014.

## Experimento Trinity College Dublin
El experimento de la gota de brea en el Trinity College en Dublín, Irlanda, se inició en octubre de 1944 por un colega desconocido del ganador del premio Nobel Ernest Walton, mientras que se encontraba en el departamento de física del Trinity College. Este experimento, como el de la Universidad de Queensland, fue creado para demostrar la alta viscosidad de la brea. Originalmente se colocó en un estante de una sala de conferencias del Trinity College y no se controlaba científicamente, de manera que durante décadas varias gotas de brea cayeron de forma inadvertida desde el embudo al receptáculo y acumulando, también, mucho polvo.
En abril de 2013, había pasado una década desde la última gota de brea, y los físicos en el Trinity College observaron que una nueva gota se estaba formando. Los físicos trasladaron el experimento a una mesa donde se controlaba científicamente mediante la colocación de una cámara web para registrar el goteo. De esta forma cualquiera podría observar el experimento y ver por primera vez la caída de una gota de brea en vivo. La brea goteaba alrededor de las 17:00 del 11 de julio de 2013, siendo la primera vez que una caída de brea se grababa bien con una cámara.
Basándose en los resultados de este experimento, los físicos Trinity College estiman que la viscosidad de la brea es aproximadamente dos millones de veces mayor que la de la miel, o unos 20 mil millones de veces la viscosidad del agua.

## Fallecimiento de John Mainstone
El profesor John Mainstone, quien durante 52 años custodió el experimento más largo del mundo, murió el 23 de agosto de 2013 a los 78 años a causa de un derrame cerebral sin poder ver con sus propios ojos la inminente caída de la gota número 9, que se esperaba a finales de ese año.